# TJ・ハウス
TJ・ハウス（英語: TJ House, 本名：グレン・アンソニー・ハウス（Glenn Anthony House , 1989年9月29日 - ）は、アメリカ合衆国ルイジアナ州セントタマニー郡スライデル出身（ミシシッピ州パールリバー郡ピカユーン育ち）の元プロ野球選手（投手）。左投右打。

## 経歴

### プロ入りとインディアンス時代
2008年のMLBドラフト16巡目（全体501位）でクリーブランド・インディアンスから指名され、プロ入り。
2009年にA級レイクカウンティ・キャプテンズでプロデビュー。26試合に先発登板して6勝11敗・防御率3.15・109奪三振の成績を残した。
2010年はA+級キンストン・インディアンスでプレーし、27試合（先発26試合）に登板して6勝10敗・防御率3.91・106奪三振の成績を残した。
2011年はA+級キンストンでプレーし、25試合（先発24試合）に登板して6勝12敗・防御率5.19・89奪三振の成績を残した。
2012年はA+級カロライナ・マドキャッツで4試合に登板後、5月にAA級アクロン・エアロズへ昇格。AA級アクロンでは23試合に先発登板して8勝5敗・防御率3.98・90奪三振の成績を残した。11月20日に40人枠に登録された。
2013年3月7日にインディアンスと1年契約に合意。3月11日にAAA級コロンバス・クリッパーズへ異動した。6月24日にメジャー初昇格を果たしたが、登板のないまま27日にAAA級コロンバスへ降格した。AAA級コロンバスでは24試合に先発登板して7勝10敗・防御率4.32・110奪三振の成績を残した。
2014年3月4日にインディアンスと1年契約に合意。3月12日にAAA級コロンバスへ異動した。開幕後はAAA級コロンバスで7試合に登板し、5月17日にメジャーへ昇格。同日のオークランド・アスレチックス戦でメジャーデビュー。4点ビハインドの9回表から登板し、1回を無安打無失点に抑えた。最終的には、リリーフ登板1試合を含む19試合に投げ、5勝3敗・防御率3.35・80奪三振と勝ち越してシーズンを終えた。
2015年は4試合・13.0イニングに先発登板したが、計21被安打・19失点と大炎上し、0勝4敗・防御率13.15・7奪三振と結果を残せずに終えた。
2016年は4試合の登板にとどまった。9月20日にDFAとなり、27日に40人枠を外れる形でAAA級コロンバスへ配属された。オフの11月7日にFAとなった。

### ブルージェイズ時代
2016年12月14日にトロント・ブルージェイズとマイナー契約を結んだ。
2017年は開幕から傘下のAAA級バッファロー・バイソンズでプレー。8月19日にメジャー契約を結んでアクティブ・ロースター入りした。8月27日にDFAとなった。8月29日にマイナー降格を受け入れ、AAA級バッファローに降格した。10月13日にFAとなった。

### ホワイトソックス傘下時代
2018年1月22日にシカゴ・ホワイトソックスとマイナー契約を結び、スプリングトレーニングに招待選手として参加することになった。6月12日に自由契約となった。

### 独立リーグ時代
2019年5月13日に独立リーグ・アメリカン・アソシエーションのミルウォーキー・ミルクメンと契約。8月24日に同リーグのカンザスシティ・ティーボーンズに移籍。
2020年4月17日にアトランティックリーグのシュガーランド・スキーターズとマイナー契約を結んだが、同リーグがCOVID-19の影響により中止となったため、代替で一時的に開催されたコンステレーション・エナジー・リーグでプレーした。この年限りで現役を引退した。

## 人物
引退後の2022年12月に自身のFacebookにてゲイであることをカミングアウトした。

## 詳細情報

### 年度別投手成績
| 年 度    | 球 団    | 登 板 | 先 発 | 完 投 | 完 封 | 無 四 球 | 勝 利 | 敗 戦 | セ 丨 ブ | ホ 丨 ル ド | 勝 率 | 打 者 | 投 球 回 | 被 安 打 | 被 本 塁 打 | 与 四 球 | 敬 遠 | 与 死 球 | 奪 三 振 | 暴 投 | ボ 丨 ク | 失 点 | 自 責 点 | 防 御 率 | W H I P |
| -------- | -------- | ----- | ----- | ----- | ----- | -------- | ----- | ----- | -------- | ----------- | ----- | ----- | -------- | -------- | ----------- | -------- | ----- | -------- | -------- | ----- | -------- | ----- | -------- | -------- | ------- |
| 2014     | CLE      | 19    | 18    | 0     | 0     | 0        | 5     | 3     | 0        | 0           | .625  | 429   | 102.0    | 113      | 10          | 22       | 1     | 7        | 80       | 1     | 0        | 41    | 38       | 3.35     | 1.32    |
| 2015     | CLE      | 4     | 4     | 0     | 0     | 0        | 0     | 4     | 0        | 0           | .000  | 73    | 13.0     | 21       | 1           | 12       | 1     | 2        | 7        | 0     | 0        | 19    | 19       | 13.15    | 2.54    |
| 2016     | CLE      | 4     | 0     | 0     | 0     | 0        | 0     | 0     | 0        | 0           | ----  | 14    | 2.2      | 6        | 0           | 0        | 0     | 1        | 2        | 0     | 0        | 1     | 1        | 3.38     | 2.25    |
| 2017     | TOR      | 2     | 0     | 0     | 0     | 0        | 0     | 0     | 0        | 0           | ----  | 10    | 2.0      | 3        | 0           | 1        | 0     | 0        | 1        | 0     | 0        | 1     | 1        | 4.50     | 2.00    |
| MLB：4年 | MLB：4年 | 29    | 22    | 0     | 0     | 0        | 5     | 7     | 0        | 0           | .417  | 526   | 119.2    | 143      | 11          | 35       | 2     | 10       | 90       | 1     | 0        | 62    | 59       | 4.44     | 1.49    |

### 背番号
- 58（2014年 - 2016年）
- 44（2017年）